# Schronisko dla niedźwiedzi Domażyr
Schronisko dla niedźwiedzi Domażyr – założone w 2017, znajdujące się w miejscowości Żorniska w rejonie jaworowskim w obwodzie lwowskim. 

## Opis
Schronisko zostało otwarte 12 października 2017. Powstało z inicjatywy międzynarodowej organizacji charytatywnej Four Paws Foundation, której dyrekcja mieści się w Wiedniu. Fundacja sfinansowała projekt, którego celem jest ochrona niedźwiedzi cierpiących z powodu działalności człowieka. Chodzi tu o nielegalną eksploatację zwierząt, często trzymanych w złych warunkach w prywatnych ogrodach zoologicznych, cyrkach, hotelach, obiektach rozrywkowych,  stacjach benzynowych itp.. 
Miejsce na schronisko zostało wybrane przez austriackich zoologów. Przy pomocy lokalnej administracji w wybranym terenie stworzono sprowadzanym niedźwiedziom warunki dla leczenia, rehabilitacji i adaptacji do nowego miejsca. Jest to duży obszar leśny otoczony ochronnymi ogrodzeniami, gdzie uratowane zwierzęta mogą spędzić resztę życia w środowisku naturalnym. Tu pływają w basenach wodnych, wspinają się na drzewa i biegają po lądzie, dla wielu z nich po raz pierwszy w życiu.
Niedźwiedź o imieniu Potap sprowadzony spod restauracji, gdzie był trzymany w klatce, był pierwszym mieszkańcem schroniska. Obecnie (stan na 06.2019) w schronisku przebywa 11 niedźwiedzi. 
Schronisko udostępniane jest turystom po specjalnie zaaranżowanej trasie.

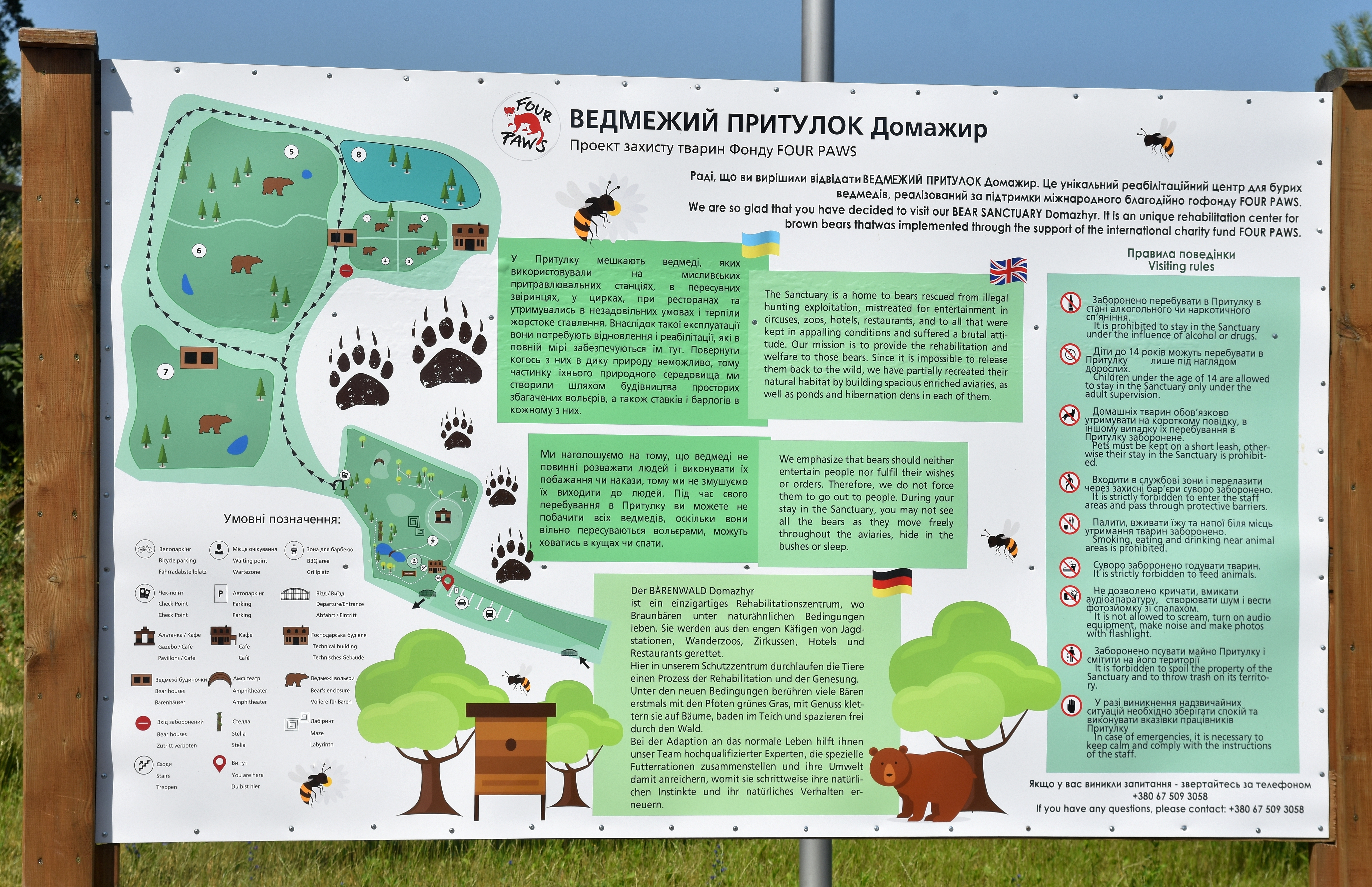
Plan schroniska
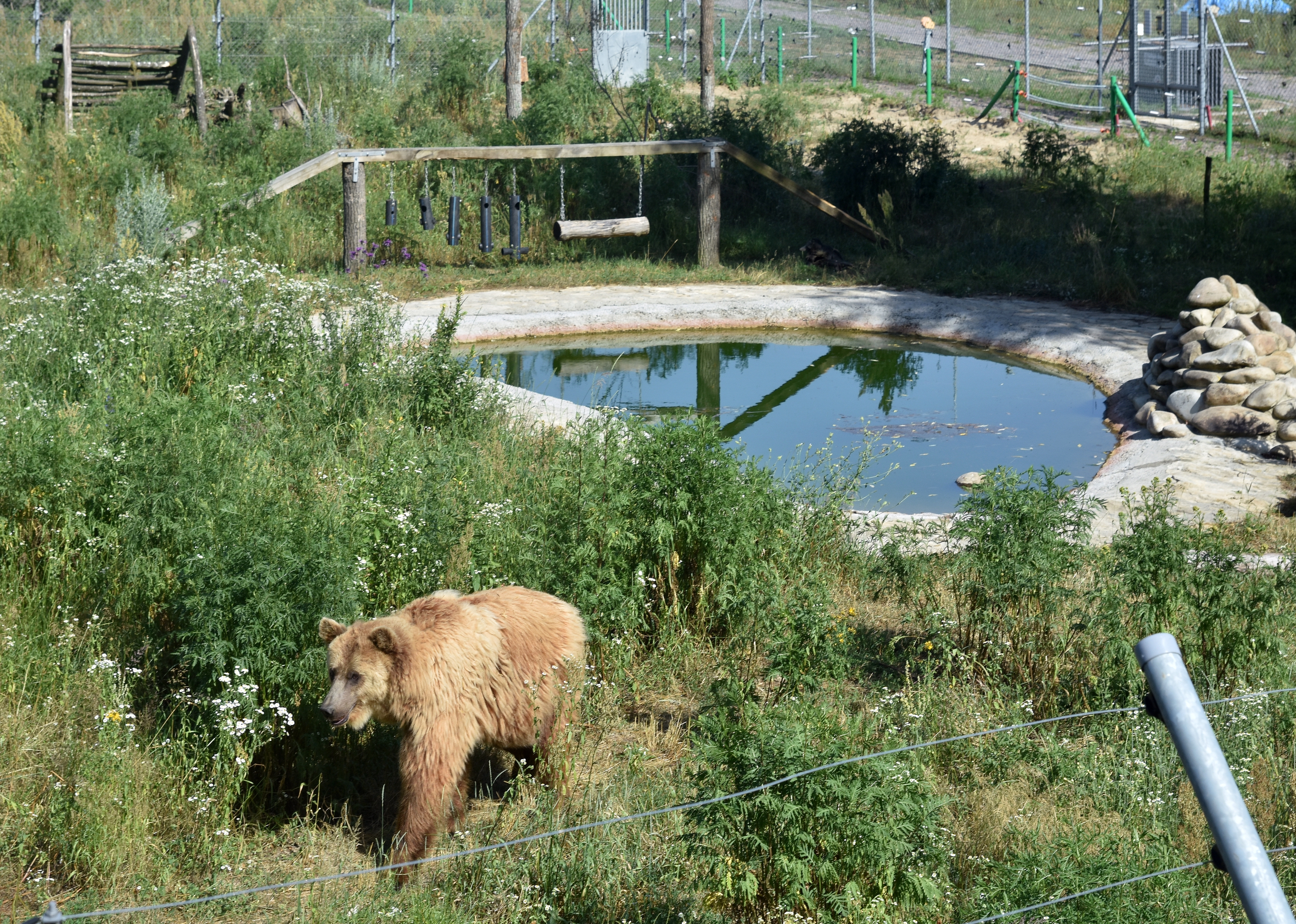
Kristina
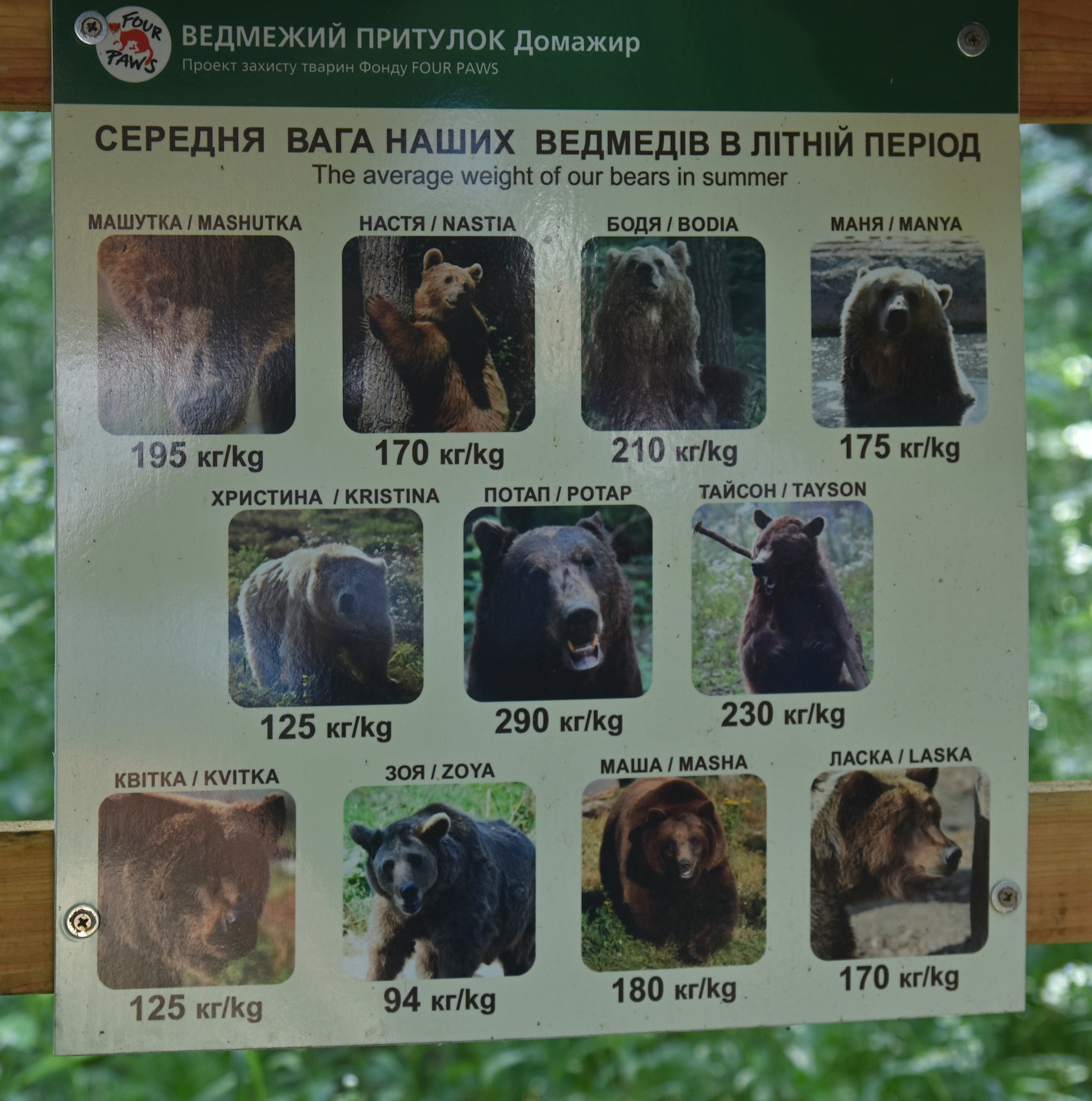
Mieszkańcy schroniska (stan 06.2019)